# Канопацька Ганна Анатоліївна
Ганна Анатоліївна Канопацька (29 жовтня 1976 , Мінськ ) — білоруський політичний діяч, підприємець, юрист. Депутат Палати представників Національних зборів Республіки Білорусь VI скликання (2016—2019 рр.).

## Біографія
Народилася 29 жовтня 1976 року в м. Мінськ. Батько, Анатолій Труханович, перший офіційний доларовий мільйонер в Білорусії. Мати — домогосподарка. Сестра Дарина молодша Ганни на 7 років.
Закінчила мінську школу № 55, потім юридичний факультет Білоруського державного університету за спеціальністю «Правознавство». Працювала директором ТОВ «Гринрей», яке надає юридичні послуги. За словами Анатолія Лебедька, «знає іноземні мови», спілкується російською мовою, але стверджує, що готова перейти на білоруську. Член Об'єднаної Громадянської партії (ОГП) з 1995 по 2019 рік. З 2013 по 2016 року голова мінської міської організації ОГП. З вересня 2016 року — член Політради партії, в рамках якої очолювала комісію по роботі з підприємцями.

## Суспільно-політична діяльність
Ганна Канопацька знаходиться в опозиції правлячому режиму Лукашенка.. Брала участь у виборах депутатів Палати представників Національних зборів Республіки Білорусь п'ятого скликання у 2012 році і виборах депутатів місцевих Рад депутатів Республіки Білорусь двадцять сьомого скликання у 2014 році. Притягувалася до адміністративної відповідальності за акцію солідарності з політв'язнями.
На Парламентських виборах 2016 року 11 вересня Канопацька обрана депутатом Палати представників у Жовтневому виборчому окрузі № 97 міста Мінська. Член Постійної комісії з питань економічної політики. Член делегації Національних зборів Республіки Білорусь у здійсненні контактів з Парламентською асамблеєю Ради Європи. Член робочих груп Національних зборів Республіки Білорусь у співпраці з Парламентом Держави Кувейт, Парламентом Королівства Марокко, Парламентом Республіки Сінгапур, Парламентом Республіки Словенія.
Канопацька була відповідальною за підготовку проєкту Закону Республіки Білорусь «Про внесення змін і доповнень до деяких законів Республіки Білорусь з питань державно-приватного партнерства» в постійної комісії Палати представників з економічної політики.
Бувши депутатом парламенту, Канопацька виступала за розрив договору про союзну державу з Росією і критикувала тодішнього посла РФ в Білорусії Михайла Бабича.
26 січня 2017 року Канопацька провела брифінг для журналістів засобів масової інформації за підсумками засідання комісії Парламентської асамблеї Ради Європи з політичних питань і демократії, яке відбулося 24 січня в рамках зимової сесії цієї організації в Страсбурзі (Франція).
27-28 червня 2017 року Канопацька взяла участь у парламентських слуханнях в Європарламенті в Брюсселі щодо ситуації в Білорусі, за що була позбавлена оплати робочих днів.

## Участь у Президентських виборах 2020 року
12 травня 2020 року Ганна Канопацька висунулася в кандидати на посаду президента Республіки Білорусь.
20 травня зареєструвала ініціативну групу з 1314 осіб. 10 червня повідомила, що їй вдалося зібрати необхідні для реєстрації кандидатом 100 тисяч підписів. Аж до 29 червня заявляла про подачу в ЦВК 110 тисяч підписів, проте 30 червня ЦВК повідомив, що після всіх перевірок у Канопацької залишилося 146 588 дійсних підписів.
18 липня 2020 відмовилася брати участь у теледебатах, зробивши заяву: «Як досвідчений і успішний політик я не маю ні права, ні бажання змагатися зі свідомо слабкими опонентами. Мені незабаром ще керувати країною». 20 липня стало відомо, що Ганна Канопацька — єдиний із зареєстрованих кандидатів у президенти, хто не планує проводити зустрічі з виборцями.
За попередніми даними ЦВК, на виборах 9 серпня Канопацька отримала 1,68 % голосів виборців, всього близько 98 тис. голосів.

## Критика
Аналітик Білоруського інституту стратегічних досліджень Вадим Можейко вважає, що на виборах Ганна Канопацька конкурує не з чинним президентом Лукашенком, а з іншими альтернативними кандидатами. На думку Можейко, тактика Канопацької «ганити не стільки чинну владу, скільки всіх інших претендентів».

## Особисте життя
Станом на серпень 2020 року, Ганна Канопацька давно розлучена, має двох дітей — 21-річного сина Олексія (студент економічного факультету Білоруського державного університету) та 18-річну доньку Анастасію (навчається в Австрії).